# القاسم بن مهنا
{{صندوق معلومات شخص
| الاسم = القاسم بن مهنا الحسيني
| المنصب = امير المدينة المنورة - قائد عسكري
| قبيلة = بني حسين
| المذهب= سني
|الابناء:جماز،سالم،هاشم
القاسم بن مهنا بن الحسين بن مهنا الحسيني الهاشمي القرشي هو أحد أمراء المدينة المنورة المنتسبين لإمارة آل مهنا في عهد الدولة العباسية من قبل الخليفة المستضئ بأمر الله. كان من قادة جيش صلاح الدين الأيوبي  و كان قد حضر عنده وشهد معه مشاهده وفتوحه وكان صلاح الدين قد تبرك برؤيته وتيمن بصحبته وكان يكرمه كثيرا وينبسط معه ويرجع إلى قوله في أعماله كلها 
القاسم بن مهنا بن حسين بن مهنا بن داود بن القاسم بن عبد الله بن طاهر بن يحيى النسابه بن الحسين بن جعفر حجه الله بن عبيد الله الاعرج بن الحسين الأصغر بن علي العابدين بن الحسين السبط بن علي بن ابي طالب بن عبد المطلب بن هاشم بن عبد مناف بن قصي بن كلاب بن مره بن كعب بن لؤي بن غالب بن فهر بن مالك بن النضر بن كنانه بن خزيمه بن مدركه بن إلياس بن مضر بن نزار بن معد بن عدنان

## سيرته
كان أمير المدينة في عهد الخليفة العباسي المستضئ بأمر الله . وكان له من الولد سالم وجماز وهاشم وكنيته أبو فليته كما وقال أبو شامة : كان السلطان صلاح الدين محبا للأمير قاسم بن مهنا، يستصحبه في غزواته ويستنصر ببركاته في فتوحاته. حضر معه أكثر الفتوحات في تلك السنين، وكان السلطان يجلسه منه على اليمين ويستوحش بغيبته ويستأنس بشيبته، وما حضر مع السلطان حصار بلد أو حصن إلا فتحه الله على المسلمين ، وكان السلطان يعتقد بركة نسبه الطاهر، ويتحفه ويكرمه بالمكارم البواهر .
وانفرد بولاية المدينة بدون مشارك ولا منازع خمسا وعشرين سنة ويقول بعض الكتّاب أنه قدم إلى مكة في موسم سنة إحدى وسبعين وخمسمائة مع الحاج فسلمها له أميرها ثلاث أيام ثم سلمت بعد ذلك لداوود بن عيسى بن فليته .
وقال المجد: كان جميل النقيـبـة ،وسيم المحيا، قيّم الوجه ،أسمح، أبلج ،بهيّا، وضاحا، غسانيا ، ذا رأي سديد وشأو بعيد.
قال العماد الأصفهاني في فصل يذكر السلطان صلاح الدين يوسف بن أيوب : وكان أمير المدينة النبوية صلوات الله وسلامه على ساكنها في موكبه فكأن رسول الله صلى الله عليه وسلم يسير الفقير إلى نصرته به من يثرب. وهذا الأمير عز الدين أبو فليته قد وفد تلك السنة أوان عود الحج, وهو ذو شيبة تقد كالسراج وما برح مع السلطان مأثور المآثر، مذكور المفاخر ، ميمون الصحبة ، مبارك الطلعة، مشاركا في الوقعة، فما تم فتح في تلك السنين إلا بحضوره، ولا أشرف مطلع من النصر إلا بنوره. فرأيته ذلك اليوم للسلطان مسايرا ، ورايت السلطان له مشاورا محاورا ، وأنا أسير معهما وقد دنوت منهما ليسمعاني وأسمعهما.

## صفاته
انفرد بولاية المدينة بغير منازع ولا مشارك، خمساً وعشرين سنة، وأنه قدم مكة سنة ٥٧١ هـ مع الحاج فسلمها له أميرها ثلاثة أيام، ثم سلمت بعد ذلك لداود بن عيسى بن فليتة. قال المجد عنه: كان جميل النقيبة، وسيم المحيا، قيم الوجه، أسمح أبلج، بهياً وضاحاً، غانياً، ذا رأي سديد، وشأوٍ بعيد 

## وفاته
توفي سنة 583هـ 1187 م في المدينة المنورة.